# Свети Димитър (Кула)
Вижте пояснителната страница за други значения на Свети Димитър.
„Свети Димитър“ (на гръцки: Ιερός Ναός Αγίου Δημητρίου) е православна църква в сярското село Кула (Палеокастро), Егейска Македония, Гърция, енорийски храм на Сярската и Нигритска епархия на Цариградската патриаршия.
Църквата е построена в 1983 година в центъра на селото и е осветена от митрополит Максим Серски. В архитектурно отношение е трикорабна базилика с женска църква. Към енорията принадлежат и църквите „Въздвижение на Светия кръст“, „Свети Георги“, „Свети Илия“, „Свети Пантелеймон“ и „Свети Йоан Предтеча“.